# Troglodytes rufociliatus
A Troglodytes rufociliatus a madarak osztályának verébalakúak (Passeriformes) rendjébe és az ökörszemfélék (Troglodytidae) családjába tartozó faj.

## Rendszerezése
A fajt Richard Bowdler Sharpe angol zoológus és ornitológus írta le 1881-ben.

## Alfajai
- Troglodytes rufociliatus nannoides Dickey & van Rossem, 1929
- Troglodytes rufociliatus rehni Stone, 1932
- Troglodytes rufociliatus rufociliatus Sharpe, 1882[2]

## Előfordulása
Mexikó déli részén, valamint Guatemala, Honduras, Nicaragua és Salvador területén honos. Természetes élőhelyei a szubtrópusi és trópusi hegyi esőerdők. Állandó, nem vonuló faj.

## Megjelenése
Testhossza 12 centiméter.

## Természetvédelmi helyzete
Az elterjedési területe nagyon nagy, egyedszáma ugyan csökken, de még nem éri el a kritikus szintet. A Természetvédelmi Világszövetség Vörös listáján nem fenyegetett fajként szerepel.